# 1. Badisches Leib-Dragoner-Regiment Nr. 20
Das 1. Badische Leib-Dragoner-Regiment Nr. 20 war ein Kavallerieverband der Großherzoglich-Badischen Armee. Das 1803 aufgestellte Regiment wurde 1871 Teil des badischen Kontingents in der Preußischen Armee und mit dieser 1919 aufgelöst.

## Geschichte

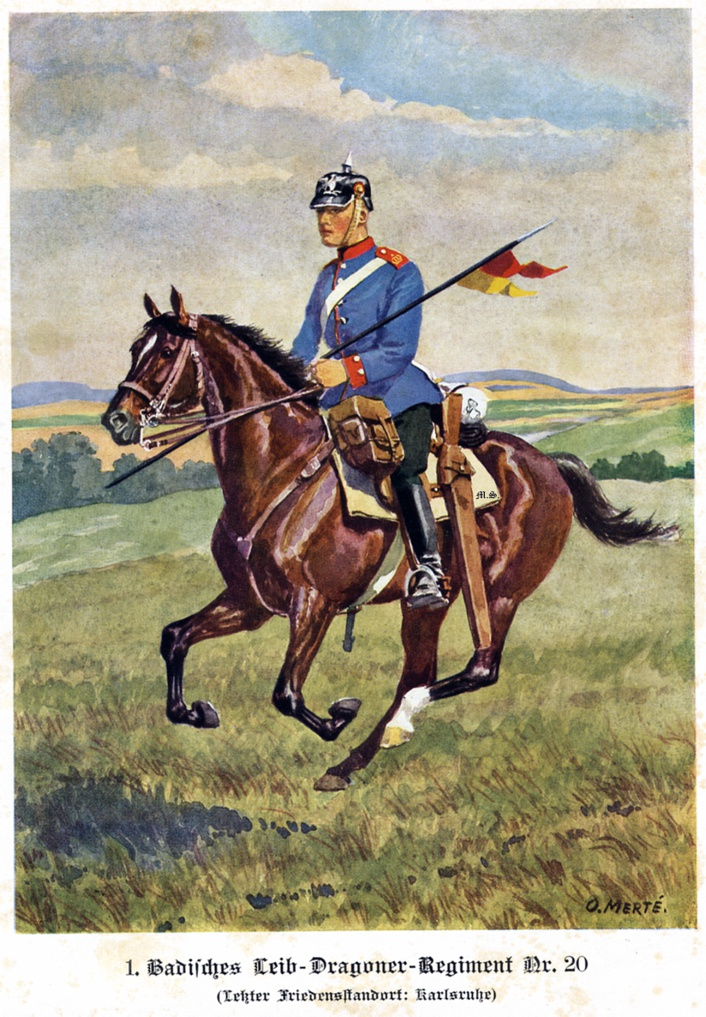
Dragoner auf Erkundungsritt, um 1908

Am 28. Februar 1803 erhielt die Markgrafschaft Baden Teile des Territoriums der bayerischen Kurpfalz zugeschlagen (Kurfürstentum Baden). Mit dieser Gebietserweiterung war auch die Übernahme einer vormals kurpfälzisch-bayerischen Chevaulegers-Eskadron verbunden. Sie wurde mit der Bezeichnung Leichte-Dragoner-Eskadron versehen und in Heidelberg in Garnison gelegt. Mit kurfürstlicher Order vom 28. Januar 1804 wurde diese Eskadron mit weiteren drei neuerrichteten Eskadronen zum Leichten-Dragoner-Regiment aufgestockt und am 26. Dezember 1807 nach Bruchsal verlegt. Am 22. November 1809 wurde der Regimentskommandeur Oberst Karl von Freystedt Generaladjutant der Kavallerie und Regimentsinhaber. Es erhielt nunmehr die Bezeichnung Dragoner-Regiment „von Freystedt“ Nr. 1.
Nach dem Ende der Befreiungskriege erhielt das Regiment 1815 Bruchsal, Mannheim und Schwetzingen als Garnisonen zugewiesen. Durch Order vom 12. April 1830 erhielt das Regiment seine neue Bezeichnung Dragoner-Regiment „von Freystedt“ Nr. 2.
Während der Revolution 1848/49 desertierten fast alle badischen Kavallerieeinheiten und schlossen sich den Aufständischen an. Nach der Niederschlagung der Unruhen wurden die meuternden Verbände aufgelöst. Lediglich die 4. Eskadron des Regiments „von Freystedt“ Nr. 2, die 1848 in der bayerischen Festung Landau stationiert war, hatte nicht gemeutert. Mit Ausnahme dieser Eskadron wurde das Regiment am 14. Juli 1849 aufgelöst und bildete das bewaffnete 1. Reiter-Depot.
Am 1. Februar 1850 wurde der Verband als 1. Reiter-Regiment zu vier Eskadronen neu aufgestellt und erhielt am 10. Januar 1855 die Bezeichnung 1. Dragoner-Regiment. Der Verband wurde am 20. September 1856 anlässlich der Hochzeit des Großherzogs Friedrich I. mit der Prinzessin Luise von Preußen in (1.) Leib-Dragoner-Regiment umbenannt. Nach der Militärkonvention mit Preußen erhielt der Verband am 1. Juli 1871 die Bezeichnung 1. Badisches Leib-Dragoner-Regiment Nr. 20. Am 1. April 1887 verlegte das Regiment seine letzte Garnison nach Karlsruhe. Mit dem 2. Badischen Dragoner-Regiment Nr. 21 bildete der Verband die 28. Kavallerie-Brigade.

## Feldzüge und Kampfhandlungen

### Koalitionskriege

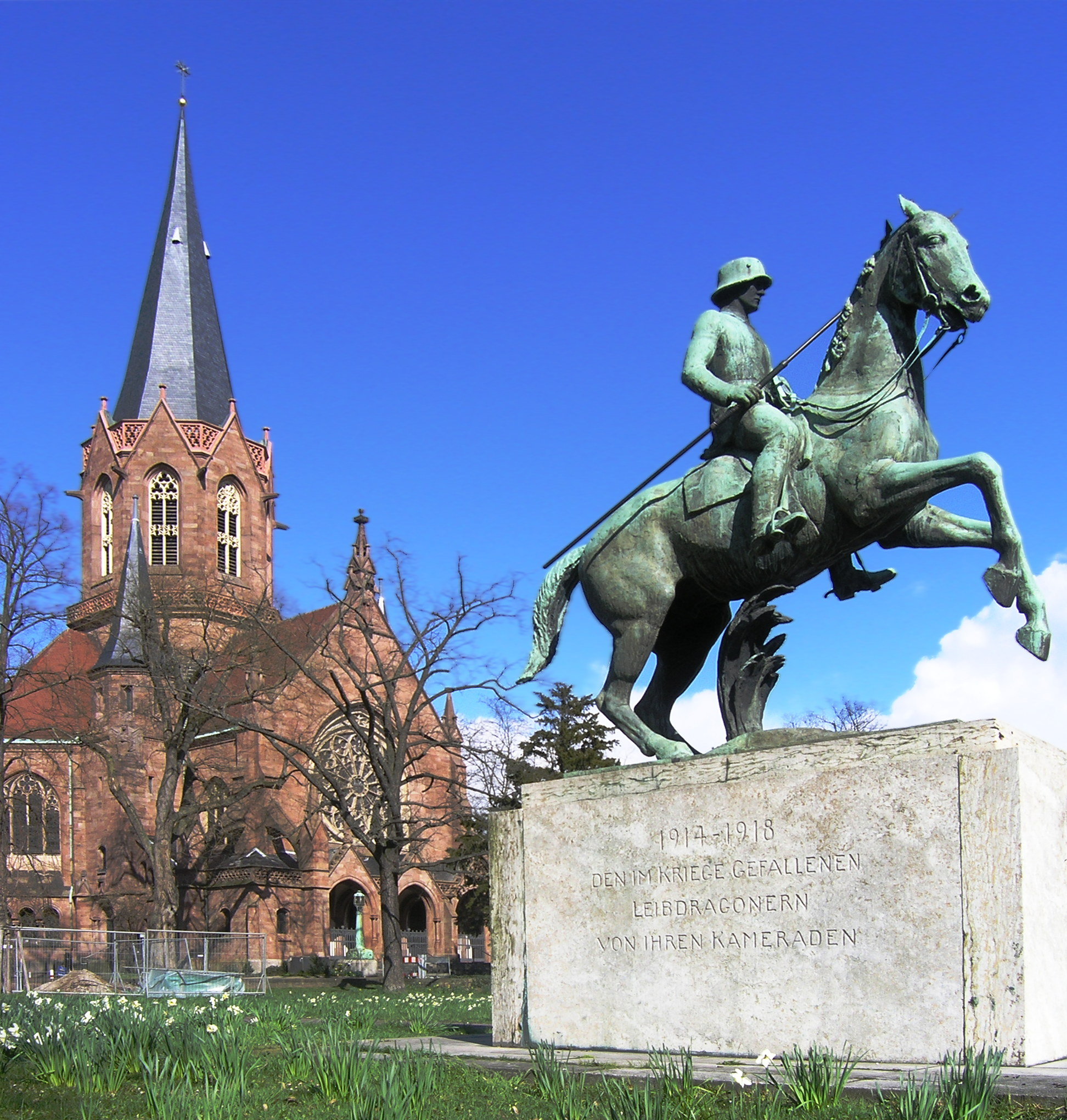
Denkmal der Leibdragoner in Karlsruhe

Während der Koalitionskriege nahm das Regiment 1806/07 auf französischer Seite an den Kämpfen in Pommern gegen preußische und schwedische Verbände teil. 1809 kämpfte es gegen österreichische Truppen beim Vormarsch bis vor Wien. Im Feldzug gegen Russland blieb es 1812 ohne größere Gefechtstätigkeit. 1813 kämpften die Dragoner letztmals auf französischer Seite in der Völkerschlacht bei Leipzig.
Ab 1814 nahm das Regiment auf der Seite der Koalition gegen Frankreich an den Kämpfen bei Pfalzburg, Lützelstein, Bitsch sowie der Einschließung von Straßburg teil.

### Deutscher Krieg
Während des Deutschen Krieges kam das Regiment 1866 im Verband des VIII. Bundes-Armee-Korps bei der Bundesexekution gegen Preußen in den Gefechten bei Hundheim und Gerchsheim zum Einsatz.

### Deutsch-Französischer Krieg
Im Kriege gegen Frankreich war das Regiment am 4. August 1870 zunächst an der Einnahme von Hagenau beteiligt und wirkte anschließend vom 10. August bis 27. September an der Belagerung von Straßburg mit. Im Dezember war das Regiment am Gefecht bei Nuits beteiligt. Im weiteren Kriegsverlauf fanden die Dragoner im Aufklärungs- und Patrouillendienst in Frankreich Verwendung.

### Erster Weltkrieg
Nach der Mobilmachung bei Ausbruch des Ersten Weltkriegs war das Regiment im August 1914 zunächst zu Aufklärungsdiensten in Frankreich eingesetzt und nahm anschließend am Vorstoß bis zum Rhein-Marne-Kanal teil. Nach dem Rückzugsbefehl im September nahm das Regiment am Wettlauf zum Meer teil und wurde bis Ende Oktober am rechten Flügel der 1. Armee und dann im Bereich der neuen 4. Armee eingesetzt. Im November verlegte der Verband an die Ostfront mit teilweise kavalleristischen als auch infanteristischen Einsätzen. Es kämpfe im Bereich Russisch-Polen, bei Lodz, bei Brzezyny in Nordpolen, in Kurland und Litauen. 1916 ging das Regiment an der Düna in den Stellungskrieg über. Anschließend wurde der Verband zum Schutz an die dänische Grenze verlegt und war dann von September 1917 bis März 1918 mit der gleichen Aufgabe an der belgisch-holländischen Grenze betraut. Von März bis November 1918 wurde es zu Sicherungs- und Polizeidiensten im rückwärtigen Frontgebiet eingesetzt.

### Verbleib
Nach Kriegsende und Rückmarsch in die Heimat wurde das Regiment in Eppingen demobilisiert und bis zum 30. September 1919 aufgelöst.
Die 3. Eskadron des 18. Reiter-Regiments der Reichswehr in Ludwigsburg übernahm die Tradition. In der Wehrmacht führte die Panzerabwehr-Abteilung 35 in Karlsruhe die Tradition fort.

## Regimentschef

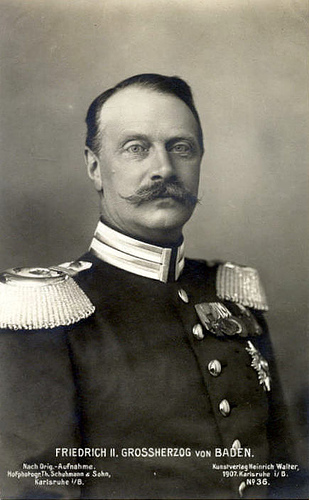
Der Regimentschef: Großherzog Friedrich II. von Baden (in der Uniform Seiner Leibgrenadiere, des anderen badischen Leibregiments)

Bis 1871 wurden die Regimentschefs als Inhaber bezeichnet.
| Dienstgrad                            | Name                    | Datum                                     |
| ------------------------------------- | ----------------------- | ----------------------------------------- |
| Oberst/Generalleutnant                | Karl von Freystedt      | 22. November 1809 bis 11. April 1830      |
| General der Kavallerie                | Maximilian von Baden    | 12. April 1830 bis 19. September 1856     |
| Generaloberst                         | Friedrich I. von Baden  | 20. September 1856 bis 28. September 1907 |
| General der Kavallerie/ Generaloberst | Friedrich II. von Baden | 28. September 1907 bis Auflösung          |

## Kommandeure
| Dienstgrad            | Name                                  | Datum                                                               |
| --------------------- | ------------------------------------- | ------------------------------------------------------------------- |
| Major/Oberstleutnant  | Friedrich von der Goltz               | 15. Juli bis 3. November 1871 (mit der Führung beauftragt)          |
| Oberstleutnant/Oberst | Friedrich von der Goltz               | 04. November 1871 bis 11. November 1878                             |
| Oberstleutnant/Oberst | Hermann von Brünneck                  | 12. November 1878 bis 11. März 1881                                 |
| Oberstleutnant/Oberst | Arthur von Frankenberg und Proschlitz | 12. März 1881 bis 10. Februar 1886                                  |
| Oberstleutnant/Oberst | Emil von Beulwitz                     | 11. Februar 1886 bis 18. November 1889                              |
| Oberstleutnant/Oberst | Franz von Schmidt                     | 19. November 1889 bis 13. Mai 1894                                  |
| Oberstleutnant/Oberst | Friedrich von Bernhardi               | 14. Mai 1894 bis 9. September 1897                                  |
| Major                 | Wolfgang von Unger                    | 10. September 1897 bis 17. August 1898 (mit der Führung beauftragt) |
| Major/Oberstleutnant  | Wolfgang von Unger                    | 18. August 1898 bis 17. Oktober 1900                                |
| Oberstleutnant        | Ludwig von Schack                     | 18. Oktober 1900 bis 17. April 1903                                 |
| Oberstleutnant/Oberst | Max von Baden                         | 18. April 1903 bis 9. Juli 1907                                     |
| Oberstleutnant/Oberst | Georg Thumb von Neuburg               | 10. Juli 1907 bis 19. Februar 1912                                  |
| Oberstleutnant/Oberst | Leopold von Geßler                    | 20. Februar 1912 bis 12. November 1914                              |
| Oberst                | Hugo von Loen                         | 13. November 1914 bis 1. Februar 1915                               |
| Oberstleutnant        | Wilhelm Marschalck von Bachtenbrock   | 02. Februar 1915 bis 28. Februar 1918                               |
| Oberstleutnant        | Ernst von Rathenow                    | 01. März 1918 bis 6. Februar 1919                                   |
| Oberstleutnant        | Eduard von Rotberg                    | 07. Februar bis 30. September 1919                                  |

## Uniform

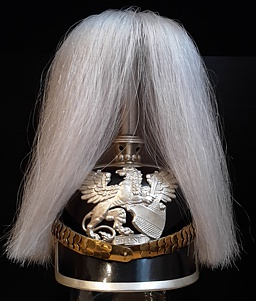
Helm Badische Dragoner mit Paradebusch um 1910

Die Dragoner trugen unter dem Kaiserreich einen kornblumenblauen Waffenrock mit schwedischen Aufschlägen und ponceauroten Abzeichen. Aufschläge, Kragen, Epaulettenfelder bzw. Schulterklappen sowie Vorstöße waren abzeichenfarbig. Auf den Schulterklappen befand sich eine gestickte gelbe Krone, auf den Epauletten eine solche aus Tombak. Die Knöpfe und Beschläge waren aus Neusilber. Von der linken Schulter zur rechten Hüfte lief ein weißes Bandelier mit schwarzer Kartusche. Bandelier und Kartusche wurden zum Ausgehanzug und zum Gesellschaftsanzug nicht getragen. Die Pickelhaube war mit dem badischen Greif in Neusilber versehen. Schuppenketten und Helmspitze waren abweichend aus Tombak. Zur Parade wurde ein weißer (für die Musiker ein roter) Rosshaarbusch aufgesteckt. Die Landeskokarde war gelb-rot ebenso die Lanzenflagge der Mannschaften. Die Lanzenflagge der Unteroffiziere war gelb mit rotem, badischen Greif. Der Leibriemen war weiß und mit einer einfachen Dornschnalle versehen. Die Hosen waren anthrazitfarben.
Gemäß A.K.O. vom 14. Februar 1907 wurde im ganzen Heer ab den Jahren 1909/10 für den Felddienst die feldgraue Uniform M 1910 eingeführt. Bei dieser Uniform war das Riemenzeug und die Stiefel naturbraun, der Helm wurde von einem schilffarbenen Überzug verdeckt. Bandelier und Kartusche wurden nicht mehr getragen.

## Persönlichkeiten
Kriegsfreiwillige:
- Hugo Knittel (1888–1958), Bildhauer aus Freiburg, meldete sich 1915 als Kriegsfreiwilliger zum Dienst im Regiment[4]
- Nicola Moufang (1886–1967), Jurist und Kunsthistoriker, meldete sich 1914 als Kriegsfreiwilliger zum Dienst im Regiment[5]
- Eugen Moufang (1889–1967), Jurist und niedergelassener Rechtsanwalt, meldete sich 1914 als Kriegsfreiwilliger zum Dienst im Regiment[5]
- Franz Moufang (1893–1984), Jurist, Kulturreferent, Friedensrichter und Kunstsammler, meldete sich 1914 als Kriegsfreiwilliger zum Dienst im Regiment[5]
- Wilhelm Moufang (1895–1989), Jurist, Astrologe, Autor, Kunstsammler, meldete sich 1914 als Kriegsfreiwilliger zum Dienst im Regiment[5]